# Sãotomégrönduva
Sãotomégrönduva (Treron sanctithomae) är en fågel i familjen duvor inom ordningen duvfåglar.

## Utseende och läte
Sãotomégrönduvan är en satt, medelstor duva med grön rygg och grå undersida. Vidare har den purpurfärgade skuldror och en vitaktig näbb med röd näbbrot. Flykten är snabb och direkt. Lätet består av en dämpat men galen serie med visslande, kacklande och fräsande ljud.

## Utbredning och systematik
Fågeln förekommer enbart på ön São Tomé (utrotad på den intilliggande Ilha Das Rolas). Den behandlas som monotypisk, det vill säga att den inte delas in i några underarter.

## Levnadssätt
Sãotomégrönduvan hittas i trädtaket i regnskog, ungskog och plantage, där den är vanligast på medelhög höjd. Den påträffas ofta enstaka, men vanligen i smågrupper. Fågeln kan ses klättra klumpigt omkring som en papegoja, men håller sig ofta dold.

## Status
IUCN kategoriserar arten som starkt hotad.